# Robert Nanteuil

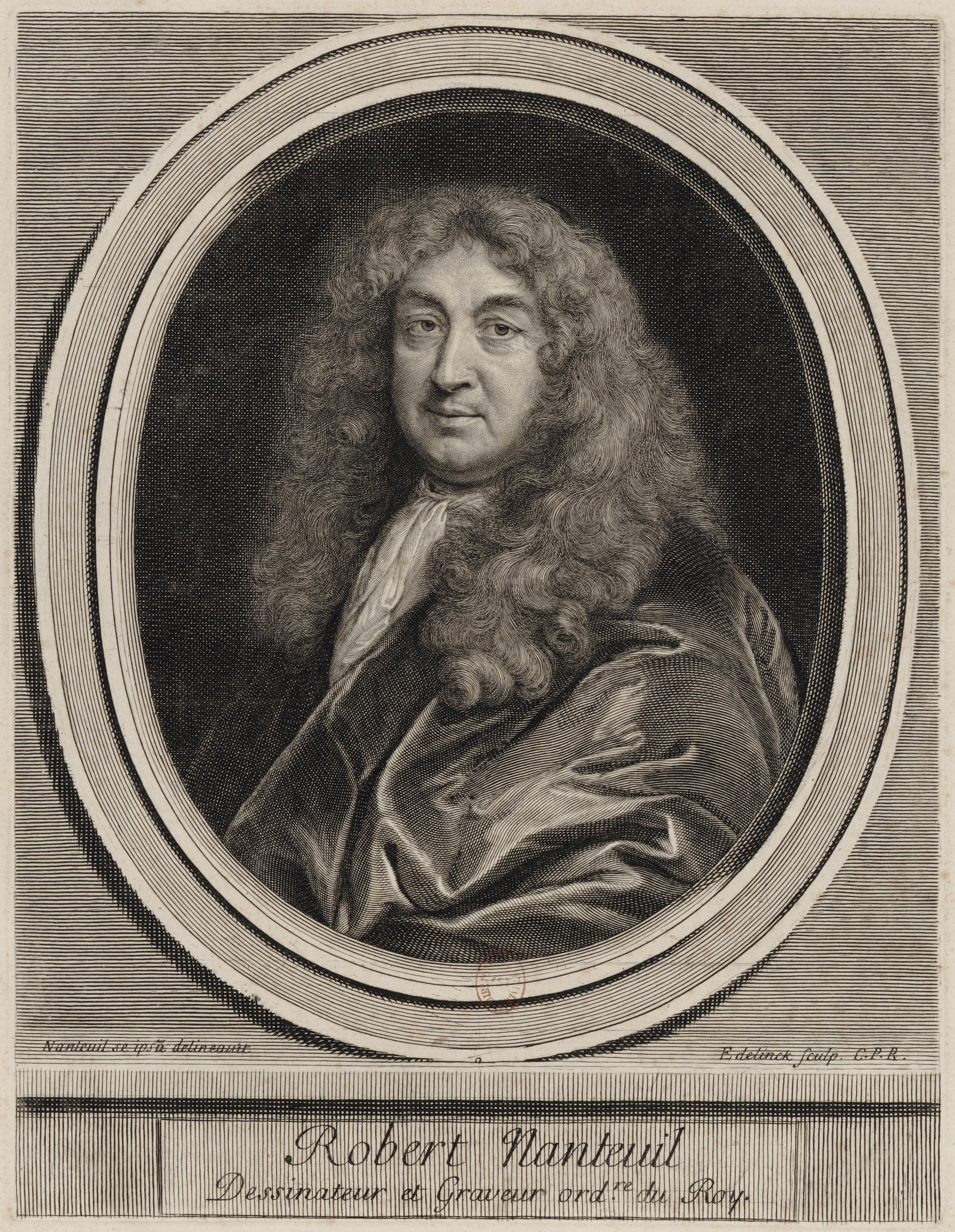
Robert Nanteuil, Stich von Gerard Edelinck nach einem Selbstporträt Nanteuils

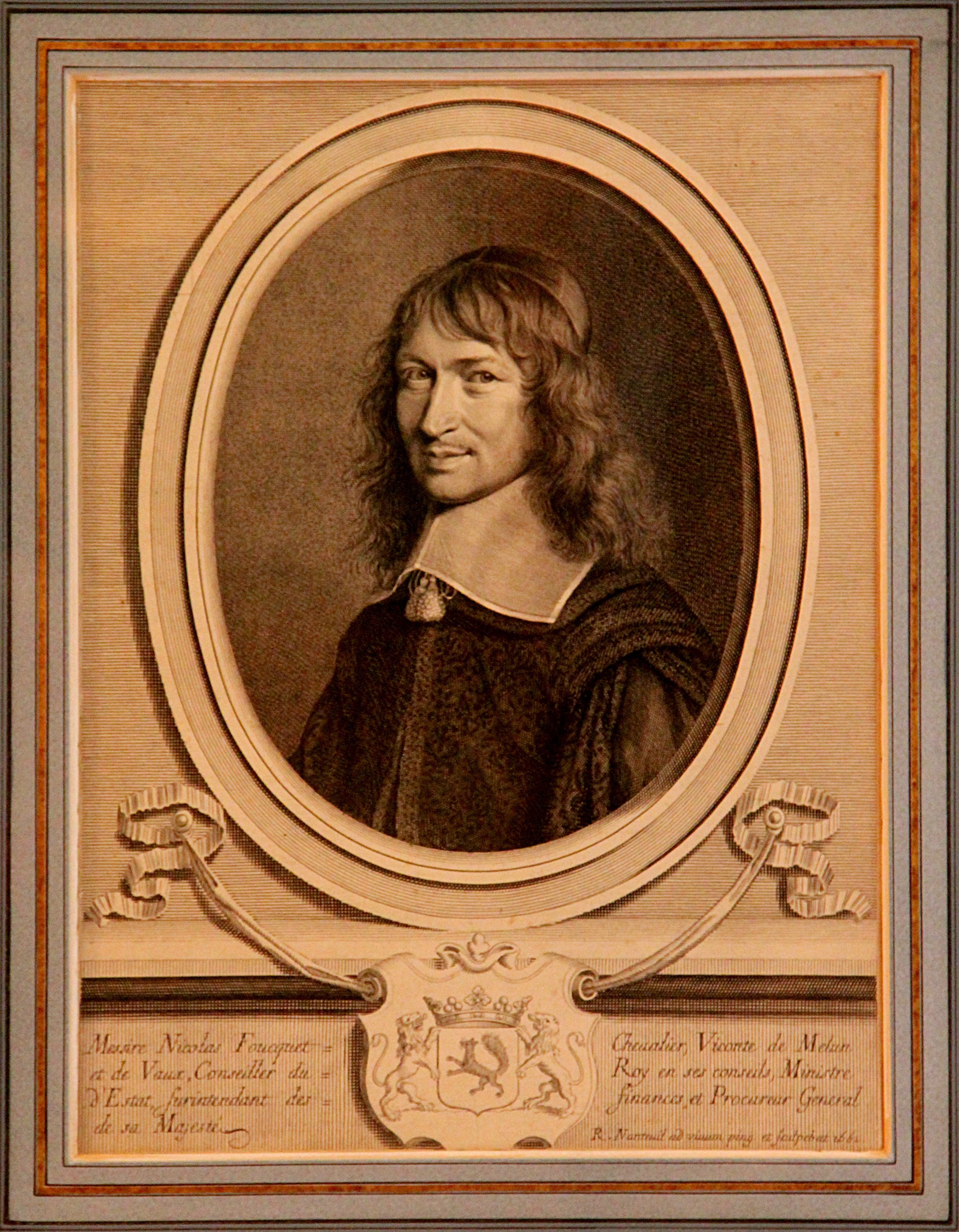
Nicolas Fouquet, Vaux-le-Vicomte

Robert Nanteuil (* 1623 oder nach anderen Angaben 1618 bzw. 1630 in Reims; † 9. Dezember 1678 in Paris) war ein französischer Kupferstecher und Pastell-Zeichner.
Nanteuil wurde als Sohn eines Händlers in Reims geboren. Er besuchte eine Jesuiten-Schule, wechselte später zu den Benediktinern, die seine künstlerischen Ambitionen förderten. Er erhielt erste Aufträge. Ab etwa 1647 vervollständigte er seine Ausbildung in Paris bei Philippe de Champaigne und Abraham Bosse. 1648 wechselte er zu Nicolas Regnesson, dessen Schwester er heiratete. Nanteuil entwickelte sich zu einem führenden Kupferstecher seines Jahrhunderts. Es gelang ihm, in großer Zahl Aufträge des französischen Hofes zu erhalten. 1658 wurde er von Ludwig XIV. zum Hofkupferstecher mit einer jährlichen Pension von 1000 Livres ernannt.
Sein Werk umfasst mehr als 240 Porträts von Mitgliedern des königlichen Hofes und Würdenträgern des Königreichs, darunter der König, Kardinal Mazarin, Colbert und Turenne. Unter seinen Schülern waren Gérard Edelinck und Gérard Audran.